# محمد أبو الخير
محمد أبو الخير هو كاتب وممثل مصري، وأستاذ الإخراج المسرحي في المعهد العالي للفنون المسرحية بأكاديمية الفنون في مصر، ورئيس اللجنة العلمية لترقى الأساتذة، وعضو اللجنة العلمية لترقي الأساتذة المساعدين في نفس المعهد.

## المؤهلات الدراسية
حصل محمد أبو الخير على دكتواره من «جامعة ليدز ميتروبوليتان» بإنجلترا في المملكة المتحدة عام 1994م، وماجستير في الفنون من «أكاديمية الفنون» عام 1987م، ودبلوم في الإخراج عام 1985م، وبكالوريوس في التمثيل والإخراج من «المعهد العالي للفنون المسرحية» في مصر عام 1981م.

## الوظائف
شغل العديد من المناصب في وزارة الثقافة، وهي:
- معيد بالمعهد العالي للفنون المسرحية بأكاديمية الفنون، من سنة 1981م إلى سنة 1987م.
- مدرس مساعد بالمعهد العالي للفنون المسرحية في نفس الأكاديمية، من سنة 1987م إلى سنة 1994م.
- مدرس بالمعهد العالي للفنون المسرحية في نفس الأكاديمية، من سنة 1994م إلى سنة 1999م.
- مدير عام للمسرح القومي للأطفال، بالبيت الفني للمسرح، بين سنتين 1996م و 2004م.
- أستاذ مساعد بالمعهد العالي للفنون المسرحية بأكاديمية الفنون، من سنة 1999م حتى سنة 2004م.
- أستاذ بالمعهد العالي للفنون المسرحية في نفس الأكاديمية، من مايو 2004م.
- رئيس قطاع شئون الإنتاج الثقافي في سنتي 2013م و 2014م.

كما تقلد العديد من المناصب في وزارة الشباب:
- وكيل الوزارة لقطاع الطلائع، بين سنتي 2004م و 2005م.
- وكيل الوزارة لقطاع الطلائع بالمجلس القومي للشباب، بين سنتي 2005م و 2007م.
- وكيل الوزارة للبرامج الشبابية، بالمجلس القومي للشباب، بين سنتي 2008م إلى 2009م.
- مستشار رئيس المجلس القومي للشباب، بين سنتي 2009م و 2010م.
- وكيل الوزارة للبرلمان والتعليم المدني بالمجلس القومي للشباب، بين سنتي 2010م و 2011م.
- وكيل الوزارة للبرامج الثقافية والتطوعية بالمجلس القومي للشباب، بين سنتي 2011م و 2012م.
- مستشار وزير الدولة لشئون الشباب، سنة 2012م.[2]

## العضوية
شارك محمد أبو الخير في عضوية الكثير من اللجان المحلية والدولية، من بينها:
- عضو اللجنة العلمية لتطوير المناهج الدراسية بأكاديمية الفنون.
- عضو الهيئة العربية للمسرح بالشارقة.
- عضو لجنة المهرجانات بالمجلس الأعلى للثقافة، من سنة 2013م إلى سنة 2014م.
- عضو اللجنة العلمية لترقي الأساتذة المساعدين، المعهد العالي للفنون المسرحية بأكاديمية الفنون، من سنة 2009م حتى الآن.
- رئيس اللجنة العلمية لترقي الأساتذة، بالمعهد العالي للفنون المسرحية في أكاديمية الفنون، من سنة 2013م حتى الآن.
- عضو اللجنة العلمية للدراسات العليا بالمعهد العالي للفنون المسرحية في أكاديمية الفنون.
- أستاذ زائر لجامعة القاهرة، كلية الآداب، الدراسات العليا، تدريس مادة فنون المسرح.
- الإشراف ومناقشة لأكثر من أربعين رسالة لدرجتي الماجستير والدكتوراه في مجال تخصصه بأكاديمية الفنون، وجامعة القاهرة، وجامعة عين شمس، وجامعة حلوان.
- محكم خارجي لترقيات الأساتذة والأساتذة المساعدين، بجامعة اليرموك، في الأردن.
- عضو مجلس الإدارة، الهيئة العامة لقصور الثقافة، وزارة الثقافة، من سنة 2008م إلى سنة 2013م.
- عضو لجنتي «الشباب» و«التراث الثقافي اللامادي» باليونسكو، من سنة 2009 إلى سنة 2013م.
- عضو المجلس القومي لمكافحة وعلاج الإدمان، بوزارة التضامن الاجتماعي من سنة 2010 إلى سنة 2013م.
- عضو لجنة الشباب باتحاد الإذاعة والتليفزيون، في وزارة الإعلام، من سنة 2008م إلى سنة 2011م.
- عضو لجنة ثقافة الطفل بالمجلس الأعلى للثقافة، بوزارة الثقافة، من سنة 2002م إلى سنة 2011م.
- رئيس تحرير السلسلة الثقافية للشباب، المجلس القومي للشباب، من سنة 2009م إلى سنة 2012م.
- رئيس تحرير السلسلة الثقافية للطلائع، المجلس القومي للشباب، من سنة 2005م إلى سنة 2008م.
- عضو مكتبة الإسكندرية من سنة 2004م إلى سنة 2007م.
- عضو اتحاد الكتاب.

## الندوات والمؤتمرات
شارك محمد أبو الخير في العديد من الندوات والمؤتمرات، ومن بينها:
- المشاركة في ورش عمل من خلال مؤسسة «هانز زايدل» الألمانية بالتعاون مع وزارة الإعلام إلى العاملين في الإذاعة والتليفزيون لتطوير برامج النشء والشباب، سنة 1995م.
- المشاركة في بحث: «التجريب المسرحي على أساليب السرد الشعبي»، بمهرجان القاهرة الدولي للمسرح التجريبي، في 3 سبتمبر 1994م.
- المشاركة في المؤتمر الدولي للسلام والرياضة، بلندن سنة 2004م.
- المشاركة في «مؤتمر برلمان الطفل العربي» لجامعة الدول العربية، ببيروت عام 2005م.
- المشاركة في تقرير التنمية البشرية في مصر عام 2010م، تحت عنوان «شباب مصر: بناة مستقبلنا»، معهد التخطيط القومي بمصر، بالتعاون مع البرنامج الإنمائي للأمم المتحدة (UNDP)، عام 2010م.
- المشاركة في «مؤتمر الشباب الأفريقي»، كامبالا، أوغندا، من 16 إلى 19 يوليو 2010م.
- المشاركة في ورشة سياسات الشباب العربي-الأوروبي ضمن الإطار الأورومتوسطي، شرم الشيخ برعاية جامعة الدول العربية، من 1 إلى 3 يونيو 2010م.
- المشاركة في عضوية لجنة تقييم أبحاث المؤتمر الدولي، معا نتخذ القرار، وزارة الأسرة والسكان بالتعاون مع اليونسيف، في يناير 2011م.
- الإشراف على الملتقي الأول لشباب دول حوض النيل، المجلس القومي للشباب بالتعاون مع الوزارة الخارجية، من 9 إلى 15 يوليو 2011م.
- المشاركة في ندوة «التعريف بالتراث الثقافي اللامادي بمحافظة دمياط»، بالتعاون بين اليونسكو وبرنامج التراث الأوربي المتوسطي بالاتحاد الأوربي، في القاهرة، يوم 12 يوليو 2012م.
- المشاركة في مؤتمر ثقافة مصر في المواجهة، المجلس الأعلى للثقافة، من 1 إلى 3 أكتوبر 2013م.
- المشاركة في المؤتمر الأورومتوسطي للشباب، شرم الشيخ، من 14 إلى 21 ديسمبر 2013م.
- المشاركة في مؤتمر المسرح المدرسي، الهيئة العربية للمسرح، بالشارقة، من 1 إل 3 يونيو 2014م.

## الإشرافات والإخراجات
أشرف وأخرج محمد أبو الخير للعديد من الأعمال الفنية، أبرزها:
- إخراج مسرحية «رحلة الحلاج» لفرقة الغد للعروض التجريبية، سنة 1995م.
- الإشراف على مسرح الطفل، وأيضا مهرجان قرطاج للمسرح، بتونس عام 1999م.
- إخراج مسرحية «الأم الخشبية»، البيت الفني للمسرح، عام 1999م، كما شارك بالمسرحية في مهرجان نيابوليس الدولي.
- إخراج الأولمبياد المصري الأول، 50 سنة على ثورة يوليو، وزارة الشباب، عام 2002م.
- الإشراف العام على احتفالية مهرجان الشباب العربي، المجلس القومي للشباب بالتعاون مع جامعة الدول العربية، المدينة الشبابية بالإسكندرية، عام 2008م.
- إخراج احتفالية «اليوم العالمي للفرانكونية»، في ساحة معبد الكرنك بالأقصر، بالتعاون بين المجلس القومي للشباب والجمعية الأفريقية، يوم 22 مارس 2012م.
- الإشراف العام ورئاسة مهرجان آفاق المسرحي، قطاع شئون الإنتاج الثقافي، وزارة الثقافة، الدورة الثانية، عام 2013م.
- الإشراف العام على موسم الفنون المستقلة، المسرحي الخامس، قطاع شئون الإنتاج الثقافي، يوم 5 فبراير و 13 يونيو 2014م.

## البحوتاث والمراجعات
نشر محمد أبو الخير العديد من البحوث، كما قام بمراجعة العديد من الكتب، منها:
- مراجعة كتاب «الإدارة المسرحية Theatrical Management» من تأليف: لورانس ستيرن، ترجمة الحسين على يحيى، مهرجان القاهرة الدولي للمسرح التجريبي، عام 2012م.
- نشر بحث «التعرف على ركائز منهج إيوجينيو باربا لتطوير حرفية الممثل»، بجريدة مسرحنا عام 2013م.
- نشر بحث «فن الممثل عند زكي طليمات»، بجريدة مسرحنا عام 2014م.

## الكتب
أصدر محمد أبو الخير أكثر من 30 كتاباً وقصة:
| عنوان الكتاب                          | عدد الصفحات | تاريخ الإصدار  | لغة الكتاب |
| ------------------------------------- | ----------- | -------------- | ---------- |
| الصفارة وإتقان العمل                  | 18 صفحة     | 01 يناير 2020م | العربية    |
| الدراما التعليمية                     | 429 صفحة    | 01 يناير 2020م | العربية    |
| لماذا الطابق الثالث                   | 13 صفحة     | 01 يناير 2020م | العربية    |
| خصائص المسرح                          | 113 صفحة    | 01 يناير 2020م | العربية    |
| سمات التعلم في الدراما التعليمية      | 135 صفحة    | 01 يناير 2020م | العربية    |
| آدم وروبو يحاربان فيروس كورونا        | 18 صفحة     | 01 يناير 2020م | العربية    |
| المواطنة رؤية إنسانية                 | 119 صفحة    | 01 يناير 2020م | العربية    |
| Adam and Robo Fight Coronavirud       | 16 صفحة     | 01 يناير 2020م | الإنجليزية |
| روبو وأدم في طوكيو                    | 14 صفحة     | 01 يناير 2020م | العربية    |
| روبو والأرنب المغرور                  | 13 صفحة     | 01 يناير 2020م | العربية    |
| صداقة الأسد والفأر                    | 13 صفحة     | 01 يناير 2020م | العربية    |
| مسرح المشاركة للأطفال                 | 188 صفحة    | 01 يناير 2019م | العربية    |
| توت والعصفور                          | 11 صفحة     | 01 يناير 2019م | العربية    |
| الهدهد الذكي                          | 10 صفحات    | 01 يناير 2019م | العربية    |
| الحمامة الحكيمة                       | 11 صفحة     | 01 يناير 2019م | العربية    |
| الكشافة وقيم المواطنة                 | 153 صفحة    | 01 يناير 2019م | العربية    |
| مسرح الأطفال بين الكلاسيكية والإنترنت | 189 صفحة    | 01 يناير 2019م | العربية    |
| دراسات في المسرح المعاصر              | 219 صفحة    | 01 يناير 2019م | العربية    |
| سلمى بين الزهور                       | 10 صفحات    | 01 يناير 2019م | العربية    |
| سارة والخطاب                          | 12 صفحة     | 01 يناير 2019م | العربية    |
| أنا لا أريد كل شيء                    | 13 صفحة     | 01 يناير 2019م | العربية    |
| كنز توت في الأقصر                     | 12 صفحة     | 01 يناير 2019م | العربية    |
| الدمية تريد السلام                    | 12 صفحة     | 01 يناير 2019م | العربية    |
| عمر والمربع                           | 12 صفحة     | 01 يناير 2019م | العربية    |
| المسرح المدرسي                        | 312 صفحة    | 01 يناير 2019م | العربية    |
| آدم يقول لا للتدخين                   | 12 صفحة     | 01 يناير 2019م | العربية    |
| عبد التواب يوسف ومسرح الطفل العربي    | 147 صفحة    | 01 يناير 2018م | العربية    |
| القلب ما زال ينتظر                    | 115 صفحة    | 01 يناير 2018م | العربية    |
| التنوير قضايا وشخصيات                 | 125 صفحة    | 01 يناير 2018م | العربية    |

## المهرجانات
شارك محمد أبو الخير في العديد من المهرجانات، أبرزها:
- مهرجان أفنيون المسرحي الدولي، بفرنسا، عام 1997م.
- المهرجان العربي لمسرح الطفولة: رأس«الوفد المصري»، في قرطاج بتونس، عام 1999م.
- عضو لجنة التحكيم في مهرجان القاهرة الخامس للإذاعة والتليفزيون، في يوليو 2002م.
- عضو المهرجان الأردني الخامس لمسرح الطفل العربي، من 12 إلى 23 سبتمبر 2002م.
- عضو لجنة اختيار الأفلام في مهرجان القاهرة الدولي السابع لسينما الأطفال، عام 2003م.
- رئيس اللجنة الثقافية والفنية في مهرجان الشباب العربي، المجلس القومي للشباب، سنة 2008م.
- رئيس لجنة العروض بمهرجان القاهرة الدولي للمسرح التجريبي، في سنة 2002م و 2010م.
- الإشراف العام لمهرجان آفاق المسرحي، قطاع شئون الإنتاج الثقافي، عام 2013م.
- الإشراف العام على مهرجان الفنون المستقلة، قطاع شئون الإنتاج الثقافي، سنة 2014م.

## الجوائز
نال محمد أبو الخير العديد من الجوائز، من بينها:
1. جائزة الدولة التشجيعية في الفنون، سنة 1999م.
2. الجائزة الفضية في مهرجان القاهرة السادس للإذاعة والتليفزيون، في يوليو 2000م.
3. درع المهرجان الثالث لمسرح الطفل العربي، بالأردن، في سبتمبر 2000م.
4. خطاب شكر «المؤتمر الدولي للسلام والرياضة»، بلندن سنة 2004م.
5. درع المدير المتميز «المتميزون»، وزارة الدولة للتنمية الإدارية، سنة 2006م.
6. درع الهيئة العامة لقصور الثقافة، سنة 2013م.
7. ميدالية المركز القومي للمسرح والموسيقى، وزارة الثقافة، عام 2013م.
8. شهادة تقدير، مسرح أوبرا ملك، البيت الفني للمسرح، عام 2014م.
9. درع مسرح الميدان، البيت الفني للمسرح، وزارة الثقافة، عام 2014م.
10. درع قطاع شئون الإنتاج الثقافي، وزارة الثقافة، عام 2014م.